# Christian Kirksey
Christian Kirksey (* 31. August 1992 in St. Louis, Missouri) ist ein ehemaliger US-amerikanischer American-Football-Spieler in der National Football League (NFL). Von 2014 bis 2019 spielte er für die Cleveland Browns als Linebacker, anschließend spielte er für die Green Bay Packers und die Houston Texans. Zuletzt stand Kirksey bei den Buffalo Bills unter Vertrag.

## College
Kirksey, der in der Highschool auch als Leichtathlet von sich reden machte, besuchte die University of Iowa und spielte für deren Team, die Hawkeyes, College Football. In 49 Partien konnte er insgesamt 315 Tackles setzen und 5,5 Sacks erzielen. Außerdem gelangen ihm zwei Touchdowns.

## NFL

### Cleveland Browns
Kirksey wurde beim NFL Draft 2014 von den Cleveland Browns in der 3. Runde als insgesamt 71. ausgewählt. Bereits in seiner Rookie-Saison konnte er sich etablieren und kam in allen Spielen zum Einsatz, acht Mal davon als Starter. Nach einer eher mäßigen Saison 2015 war die Spielzeit 2016 für Kirksey selbst höchst erfolgreich. Auch wenn sein Team letztlich das schwächste der Liga war, erreichte er mit 148 Tackles den drittbesten Wert aller Spieler überhaupt.
Als Ergebnis seiner konstant starken Leistungen verlängerten die Browns seinen Vertrag. Für vier Jahre erhält er 38 Millionen US-Dollar.
Auch 2017 erreichte er mit 138 Tackles einen Spitzenwert.
In der Saison 2019 bestritt Kirksey verletzungsbedingt nur zwei Spiele. Am 10. März 2020 wurde er von den Browns entlassen.

### Green Bay Packers
Nur sechs Tage später unterschrieb Kirksey bei den Green Bay Packers einen Zweijahresvertrag in der Höhe von 16 Millionen US-Dollar. Er kam in elf Spielen der Regular Season von Beginn an für Green Bay zum Einsatz. Im Februar 2021 entließen die Packers Kirksey.

### Houston Texans
Im März 2021 einigte sich Kirksey mit den Houston Texans auf einen Einjahresvertrag über 4,5 Millionen Dollar. Nach der Saison 2021 verlängerte er im März 2022 seinen Vertrag um zwei Jahre für 10 Millionen US-Dollar. In der Saison 2022 war Kirksey einer der Teamkapitäne und setzte 124 Tackles. Vor Beginn der Saison 2023 wurde er im August von den Texans entlassen.

### Buffalo Bills
Am 31. August 2023 nahmen die Buffalo Bills Kirksey für ihren Practice Squad unter Vertrag. Am 21. September 2023 beendete Kirksey seine Karriere.